# Męczeństwo Piłata
Męczeństwo Piłata – apokryf Nowego Testamentu, należący do cyklu Piłata.

## Charakterystyka
Męczeństwo Piłata jest homilią niejakiego Cyriaka biskupa Bahnasa, opartą na Wydaniu Piłata. Niepewny jest czas powstania utworu; Rafał Zarzeczny przyjmuje, że jego pierwowzór mógł powstać jeszcze w starożytności. Utwór, charakteryzujący się chaotyczną strukturą, przedstawia Poncjusza Piłata jako męczennika, podążając za przychylną mu Ewangelią Jana, argumentującą iż jego wyrok na Jezusa był wypełnieniem proroctw.
W 1959 roku Męczeństwo Piłata zostało wydane przez Marcusa Antoniusa van den Oudenrijna wraz z Lamentacją Maryi jako Ewangelia Gamaliela.

## Treść
W utworze uwypuklono pobożność Piłata, Prokuli i ich dzieci, oraz nienawiść Żydów względem nich. Piłat został aresztowany przez Żydów za zabicie Barabasza, także Nikodem i Józef z Arymatei, którym zarzucano próbę uchylenia Prawa. Piłat został skazany na ukrzyżowanie, został jednak zdjęty z krzyża, kiedy jeszcze żył. W międzyczasie zmarł syn Tyberiusza. Na polecenie cesarza jego ciało zostało przewiezione do Jerozolimy. Po złożeniu ciała syna z grobie Jezusa został on wskrzeszony. Za wydanie wyroku „przeciwko Bogu” Tyberiusz skazał Piłata na ścięcie mieczem. Apokryf zawiera również sceny wniebowzięcia Maryi i ponownego jej zstąpienia na ziemię, rozmowy Jana z Tyberiuszem oraz Jezusa przemawiającego z posągu.